# Нобуо Фуџишима
Нобуо Фуџишима (јап. 藤島 信雄; 8. април 1950) бивши је јапански фудбалер.

## Каријера
Током каријере је играо за Ниппон Кокан.

## Репрезентација
За репрезентацију Јапана дебитовао је 1971. године. За тај тим је одиграо 65 утакмица и постигао 7 голова.

## Статистика
| Јапан  | Јапан   | Јапан  |
| Година | Наступи | Голови |
| ------ | ------- | ------ |
| 1971.  | 1       | 0      |
| 1972.  | 6       | 0      |
| 1973.  | 4       | 0      |
| 1974.  | 6       | 0      |
| 1975.  | 12      | 3      |
| 1976.  | 16      | 3      |
| 1977.  | 5       | 0      |
| 1978.  | 12      | 1      |
| 1979.  | 3       | 0      |
| Укупно | 65      | 7      |